# Droits de l'homme en Colombie
La Colombie est un État souverain situé en Amérique du Sud. Elle est membre des Nations unies depuis le 5 novembre 1945 et est partie à divers accords internationaux relatifs aux droits de l'homme. Il dispose également d'une série de lois nationales concernant la protection des droits de l'homme. Cependant, le bilan de la Colombie en matière de droits de l'homme est souvent en contradiction directe avec les lois et accords auxquels elle est liée; La Colombie a été qualifiée comme le pays ayant le "pire bilan en matière de droits de l'homme dans l'hémisphère occidental" par HRW en 2007,. C'est la même chose pour Guatemala en 1998, Cuba en 2012  et du Venezuela aujourd'hui. Dans le rapport annuel sur les droits de l'homme du ministère britannique des Affaires étrangères pour 2010, la Colombie figure parmi les vingt «pays préoccupants».

## La Colombie et la Charte internationale des droits de l'homme
Deux traités internationaux relatifs aux droits de l'homme ont été établis par les Nations unies en 1966: le Pacte international relatif aux droits civils et politiques avec ses deux protocoles facultatifs et le Pacte international relatif aux droits économiques, sociaux et culturels. Ces deux traités, ainsi que la Déclaration universelle des droits de l'homme (DUDH), constituent la Charte internationale des droits de l'homme (en). La Colombie a signé les deux traités en 1966, leur ratification étant achevée en octobre 1969,.

## La Colombie et le droit international humanitaire
En 1961, la Colombie a ratifié les quatre Conventions de Genève de 1949 qui forment la base du droit international humanitaire et les deux protocoles additionnels de 1977 (Protocole I, Protocole II) ont été ratifiés en 1993 et 1995 respectivement. En septembre 2011, la Colombie n'avait pas signé le troisième protocole additionnel de 2005.

## La Constitution colombienne
La Constitution colombienne a détaillé le droit des citoyens colombiens aux droits fondamentaux (par exemple le droit à la vie, l'égalité devant la loi), elle mentionne le droit aux droits économiques, sociaux et culturels (par exemple les droits du travail, le droit à l'éducation, les droits des groupes nécessitant une protection spéciale), ainsi que des droits collectifs et environnementaux. elle reconnaît des droits spéciaux pour les populations autochtones, elle permet aux citoyens d'intenter une action en justice directe contre l'État avec un droit à ce que l'on appelle la tutela, elle crée la Cour constitutionnelle et il détermine l'existence de postes pour les droits de l'homme. La constitution colombienne de 1991 permet, du moins en théorie, que les droits de l'homme des citoyens colombiens soient protégés par le droit constitutionnel national.

## Respect des droits de l'homme en Colombie

### Défenseurs des droits humains en Colombie
Tel que rapporté par la Campagne nationale et internationale pour le droit de défendre les droits de l'homme, et régulièrement documenté dans les rapports des principales organisations de défense des droits de l'homme,, en 2010, selon l'organisation de défense des droits humains Somos Defensores, basée en Colombie, au moins 174 actes d'agression contre des défenseurs des droits humains ont été commis, cela comprenait 32 meurtres et 109 menaces de mort. Comme le rapporte Human Rights First, les attaques contre les défenseurs des droits humains comprennent également « des campagnes de dénigrement et des cambriolages, une surveillance menaçante et omniprésente, des agressions physiques, des enlèvements, des violences dirigées contre des membres de la famille et des tentatives d'assassinat. ».
Le gouvernement colombien a un programme de protection spécial qui vise à protéger les personnes menacées. L'ambassade de Colombie à Washington déclare que le programme de protection « offre des services à long terme basés sur les besoins spécifiques des individus et groupes vulnérables »,. Malgré cela, les chiffres du premier semestre 2011 ont montré une augmentation de 126% des actes d'agression commis contre les défenseurs des droits humains à partir de 2010. Les groupes paramilitaires ont été tenus pour responsables dans 59% des cas, les forces de sécurité de l’État pour 10% et les groupes de guérilla 2%. Les responsables colombiens ont également été largement impliqués dans la stigmatisation du travail des défenseurs des droits de l'homme, faisant souvent des accusations non fondées les liant à des groupes de guérilla,
Selon Justice for Colombia, entre août 2010 et juin 2011, 104 meurtres ont eu des conséquences directes sur les droits humains en Colombie. Parmi les personnes assassinées figuraient des défenseurs des droits humains, des syndicalistes et des dirigeants communautaires. En moyenne, selon ces chiffres, un meurtre a eu lieu tous les trois jours. Les défenseurs des droits humains trouvent peu de protection dans le système judiciaire colombien; 784 défenseurs des droits humains ont été menacés, attaqués ou assassinés entre 2002 et 2009, il n'y a eu une condamnation que dans 10 de ces cas.
Entre 2016 et 2020, plus d’un millier de militants colombiens (écologistes, syndicalistes, représentants indigènes, etc) ont été assassinés.

### Droits du travail en Colombie
La Colombie est largement considérée comme le pays le plus dangereux au monde pour être syndicaliste,,. L'Enquête annuelle 2011 sur la violation des droits syndicaux publiée par la Confédération syndicale internationale (CSI) rapporte que 49 syndicalistes ont été tués en Colombie en 2010, plus que dans le reste du monde réuni. Selon les chiffres du gouvernement, 37 syndicalistes ont été assassinés. Entre janvier et août 2011, 19 syndicalistes auraient été tués.
La CSI rapporte qu'entre 2000 et 2010, la Colombie a représenté 63,12% des syndicalistes assassinés dans le monde. Selon Human Rights Watch et Justice for Colombia, la plupart de ces meurtres sont attribués à des paramilitaires de droite, tandis que certains sont directement attribués aux forces de l'État, Amnesty International a rapporté en 2007 que pour les cas dans lesquels l'auteur était connu, les paramilitaires étaient responsables de 49% des attaques contre les syndicalistes, les forces de l'État étaient responsables de 43% et les forces de guérilla étaient responsables de 2%.
en 2018, et selon l’indice de la Confédération syndicale internationale (CSI), l’un des pires du monde pour les droits des travailleurs. La Colombie présente notamment le plus haut indice de syndicalistes assassinés au monde. Si le nombre d’assassinats de syndicalistes a baissé pendant la période 2014-2016, il est à nouveau en hausse depuis 2017. Une cinquantaine de syndicalistes ont été assassinés entre 2018 et 2020.

### Droits légaux en Colombie

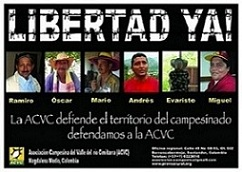
«Liberté maintenant! Affiche appelant à la libération de six dirigeants communautaires détenus illégalement en Colombie.

Malgré le fait que l'article 29 de la Constitution Colombienne dispose que le droit à une procédure régulière dans toutes les procédures judiciaires est un droit décrété pour les Colombiens, les observateurs des droits de l'homme signalent régulièrement le non-respect de ce droit et d'autres droits légaux. Le rapport de 2011 du Haut-Commissaire des Nations Unies aux droits de l'homme pour la Colombie indique que « les poursuites et les détentions arbitraires de défenseurs des droits de l'homme sur la base d'informations non corroborées fournies principalement par des informateurs, des personnes démobilisées et des rapports de renseignement militaire, continuent d'être préoccupantes ». Selon le défenseur jésuite des droits humains, Padre Javier Giraldo, entre août 2002 et août 2004, il y a eu 6332 détentions arbitraires.
Des lacunes dans les procédures judiciaires ont été signalées dans des affaires concernant des syndicalistes, des militants communautaires, des universitaires et d'autres groupes et individus qui, tout en cherchant à faire progresser les droits dans leurs domaines pertinents, peuvent s'opposer à certains éléments de la politique de l'État.  Selon les organisations colombiennes et internationales, la réponse de l'État a souvent pris la forme de poursuites pénales illégales,,, Ces caractéristiques ont conduit Human Rights First, dans un rapport sur le processus de poursuites dans les affaires engagées contre des défenseurs des droits humains, à conclure que « la corruption et le non-respect des normes nationales et internationales de procédure régulière sont endémiques dans le système de justice pénale en Colombie ».

### Droits politiques en Colombie

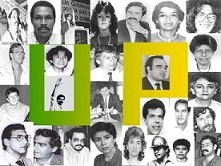
Entre 3.000 et 5.000 ont été tués dans le génocide du parti politique de l'Union patriotique entre 1984 et 1994.

Selon plusieurs rapports d'associations de défense des droits de l'homme, les autorités colombiennes useraient de façon récurrente du motif de « rébellion » pour justifier l'incarcération de militants d'opposition, indigènes et syndicalistes. Pour le président du Comité de solidarité avec les prisonniers politiques, la Colombie compterait, en 2009, 7 000 prisonniers politiques. Le nombre est évalué en 2012 par l'opposante Piedad Córdoba à 7 500. En 2015, la Fondation pour la solidarité et la défense estime à environ 10 000 le nombre de personnes emprisonnées en Colombie pour des raisons politiques, mais ajoute cependant que 3 500 sont d'ex-guérilleros capturés ou démobilisés.
Selon un groupe colombien concentré sur la solidarité avec les prisonniers politiques, Traspasa los Muros, 7 200 personnes sont incarcérées à travers la Colombie en raison de leurs activités ou croyances politiques.  Justice for Colombia parle de «plus de 5 000» prisonniers politiques.  Le député américain Jim McGovern a publié une déclaration en 2010 à l'appui d'une campagne menée par Justice pour la Colombie appelant à la libération des prisonniers politiques colombiens: « Ces personnes sont des hommes et des femmes innocents qui ont été emprisonnés simplement parce qu'ils ne sont pas d'accord avec le gouvernement ou critiquent les politiques gouvernementales. Les autorités colombiennes doivent comprendre qu'emprisonner des personnes pour faire taire leurs opinions est totalement inacceptable » ».
Selon l'organisation colombienne de victimes MOVICE, ces détentions sont utilisées pour entraver les activités menées par ceux qui travaillent pour dénoncer les violations des droits humains tout en agissant en même temps pour délégitimer et criminaliser leur travail.
Hernando Hernandez, un représentant élu des autochtones de Colombie, a dénoncé que cinq membres de son parti du pôle démocratique avaient été tués à l'approche des élections de 2011.  En août 2011, le sénateur et leader des droits des victimes Ivan Cepeda a révélé qu'il avait été informé d'un complot de meurtre planifié contre lui par deux gardiens de la prison de la sécurité de l'État.
Entre 1984 et 1994, la Colombie a subi le génocide d'un parti politique appelé l'Union patriotique (UP).  L'UP est née à la suite de négociations tenues en 1984 entre les FARC, le plus ancien et le plus grand groupe de guérilla de Colombie, et le gouvernement colombien qui devaient permettre aux membres et partisans des FARC de suivre une voie électorale afin de faire avancer leurs objectifs politiques.  En 1994, entre 3 000 et 5 000 membres ont été assassinés dans une campagne systématique visant à anéantir le parti et ses membres. Une organisation colombienne de défense des droits humains vouée à la recherche de justice pour les victimes de l'UP qualifie le génocide de « cas alarmant et représentatif de persécution d'un mouvement d'opposition ». En août 2011, l'État colombien, reconnaissant sa responsabilité, a présenté ses excuses pour l'assassinat en 1994 du dernier sénateur de l'UP, Manuel Cepeda Vargas.
En 2006, un scandale a été découvert en Colombie qui montrait qu'un programme d'espionnage contre des opposants politiques présumés au gouvernement a été mis en place.  L'écoute électronique des téléphones et des e-mails des défenseurs des droits humains, des juges, des politiciens et des organisations internationales de défense des droits humains a été réalisée par l'agence de renseignement de l'État, le département de la sécurité administrative (DAS). Le rapport de 2011 du Haut-Commissariat des Nations unies aux droits de l'homme a commenté l'évolution continue du scandale: « Les enquêtes se sont poursuivies sur d'anciens directeurs pour surveillance illégale entre 2005 et 2008. Des déclarations de hauts fonctionnaires du DAS impliquaient d'anciens hauts fonctionnaires du bureau du président en tant que bénéficiaires des informations obtenues illégalement ».
La Colombie se situe, en 2019, à la 130e place sur 180 pays en matière de liberté de la presse, loin derrière l’Argentine (64e) et même le Brésil (107e). La Fondation pour la liberté de la presse a recensé cette année-là 113 menaces et 360 agressions contre des journalistes.

### Droits économiques en Colombie

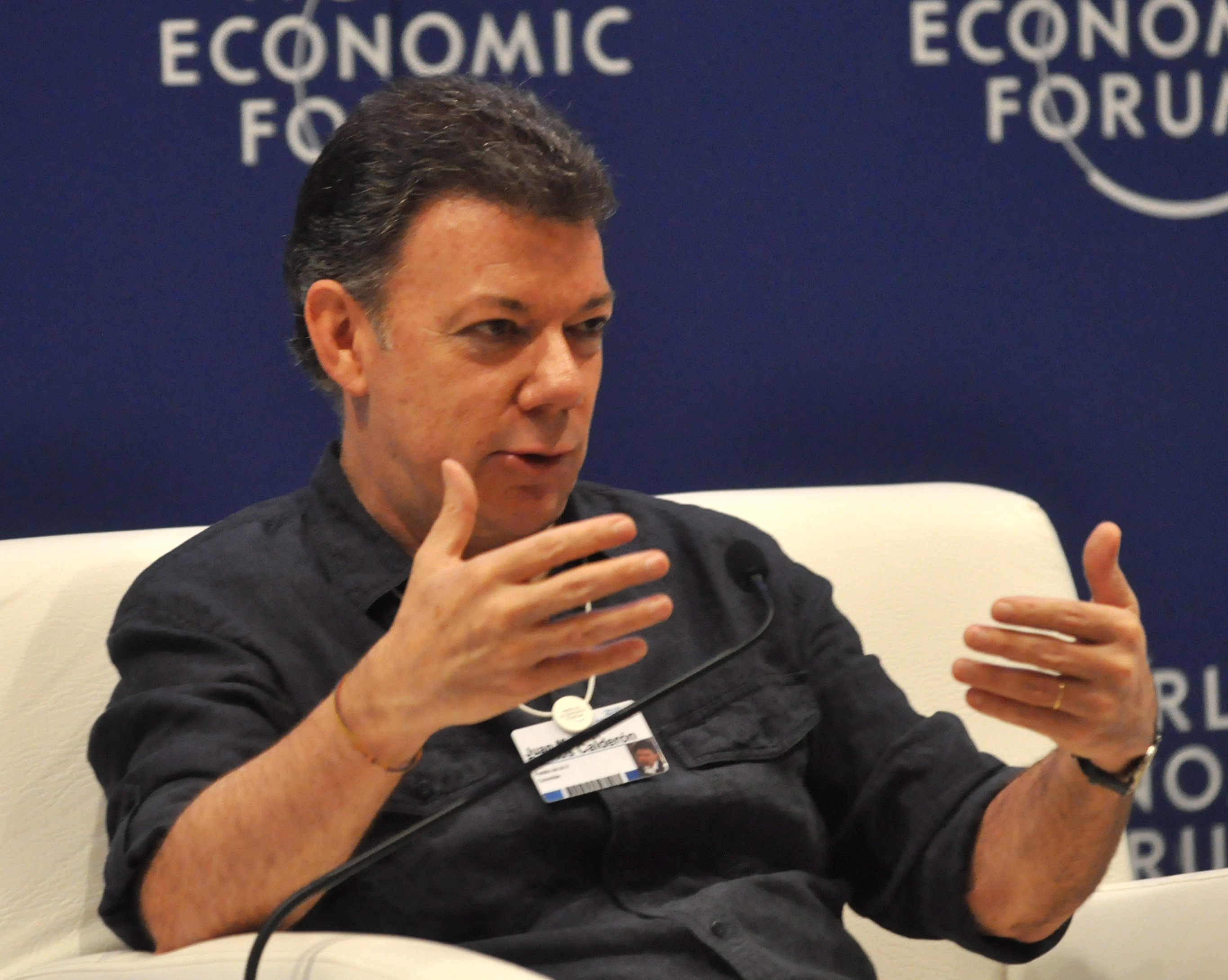
Juan Manuel Santos, président de la Colombie depuis 2010, lors du Forum économique mondial.

Dans son rapport de 2010, le Comité des droits économiques, culturels et sociaux des Nations unies s'est déclaré préoccupé par « les grandes inégalités de répartition des revenus dans l'État partie dans le contexte de la pauvreté ». Il est particulièrement préoccupé par le fait que le système fiscal est régressif et plus favorable aux personnes des groupes de revenus les plus élevés.  La Cour constitutionnelle a été félicitée par le rapport pour avoir établi « des critères pour déterminer le salaire minimum légal, le droit à une rémunération équitable et le maintien du pouvoir d'achat », mais la répartition inégale des terres et l'absence de réforme agraire étaient une autre préoccupation mentionnée par le Comité. Selon le groupe de pression britannique ABColombia, 0,4% des propriétaires terriens possèdent 61% des terres rurales en Colombie.
En 2015, la Direction administrative nationale des statistiques (DANE) a indiqué que 27,8% de la population vivaient en dessous du seuil de pauvreté, dont 7,9% en «extrême pauvreté». Dans les zones rurales, l'extrême pauvreté atteint 18,0%.

## Populations vulnérables

### Droits des indigènes
Les mobilisations indigènes sont généralement réprimées : « Quand il y a une mobilisation, elle est attribuée aux rebelles. Si personne n'y croit, on stigmatise les leaders et on tente de les jeter en prison ». En 2019, des milliers d'indigènes bloquent la route panaméricaine ; les affrontements avec la police font plusieurs morts.

### Droits LGBT
Les droits des lesbiennes, gays, bisexuels et transgenres (LGBT) en Colombie ont progressé depuis que l'activité homosexuelle consensuelle a été dépénalisée en 1980 avec des amendements au Code pénal, ce qui en fait l'un des pays les plus avancés d'Amérique latine en ce qui concerne la législation sur les droits des LGBT. Entre février 2007 et avril 2008, trois arrêts de la Cour constitutionnelle ont accordé aux couples homosexuels enregistrés les mêmes droits de pension, de sécurité sociale et de propriété que les couples hétérosexuels enregistrés.  En 2011, le Congrès a adopté une loi interdisant la discrimination fondée sur l'orientation sexuelle. Le 28 avril 2016, la Cour constitutionnelle a légalisé le mariage homosexuel.

### Droits intersexes
En 1999, la Cour constitutionnelle de Colombie est devenue le premier tribunal à examiner les implications pour les droits humains des interventions médicales Intersexes (en) visant à modifier les caractéristiques sexuelles des enfants intersexués . La Cour a limité l'âge auquel les enfants intersexués pouvaient faire l'objet d'interventions chirurgicales.  Morgan Holmes déclare que, tandis que les enfants qui atteignent le même âge et les mêmes circonstances seront dans la même situation, alors ils seront « autorisés à accéder aux conditions qui protègent leurs autonomies ». Les autres enfants intersexués n'en bénéficieront pas, en particulier au moment de leur naissance: « Dans ses pires implications et utilisations potentielles, la décision du tribunal peut simplement amplifier la nécessité d'accélérer les procédures ».